# Vily a zahrady Medicejských v Toskánsku
Vily a zahrady Medicejských v Toskánsku je název památky světového kulturního dědictví UNESCO (od 2013). Skládá se ze dvanácti vil a dvou zahrad po celém Toskánsku. Pod ochranu UNESCO se stavby a okolní zahrady dostaly jako připomínka toho, jak zámožný patricijský rod Medicejů ovlivnil moderní evropskou kulturu prostřednictvím mecenášství umění. Postavené mezi 15. a 17. stoletím (tzn. období renesance) představaly v době svého vzniku novátorské pojetí výstavby budov určených pro volný čas, umění a vzdělanost - to vše v souladu s okolní přírodou. Vily ztělesňují inovativní formu a funkci reprezentativního aristokratického sídla, které se lišilo od hospodářských statků vlastněných bohatými florentskými měšťany, tak od vojenských baronských hradů. 

## Přehled lokalit
Následující přehled zahrnuje pouze budovy pod ochranou UNESCO. Nejedná se o kompletní seznam všech Medicejských vil v Toskánsku. 
| Kód dle UNESCO | Název                     | Přesné souřadnice                | Umístění             |
| -------------- | ------------------------- | -------------------------------- | -------------------- |
| 175-001        | Villa de Cafaggiolo       | 43°57′53″ s. š., 11°17′41″ v. d. | Barberino di Mugello |
| 175-002        | Villa del Trebbio         | 43°57′11″ s. š., 11°17′13″ v. d. | San Piero a Sieve    |
| 175-003        | Villa de Careggi          | 43°48′33″ s. š., 11°14′58″ v. d. | Florencie            |
| 175-004        | Villa Medici de Fiesole   | 43°48′20″ s. š., 11°17′20″ v. d. | Fiesole              |
| 175-005        | Villa de Castello         | 43°49′10″ s. š., 11°13′41″ v. d. | Florencie            |
| 175-006        | Villa de Poggio a Caiano  | 43°49′3″ s. š., 11°3′23″ v. d.   | Poggio a Caiano      |
| 175-007        | Villa La Petraia          | 43°49′8″ s. š., 11°14′12″ v. d.  | Florencie            |
| 175-008        | Giardino di Boboli        | 43°45′45″ s. š., 11°14′54″ v. d. | Florencie            |
| 175-009        | Villa di Cerreto Guidi    | 43°45′31″ s. š., 10°52′45″ v. d. | Cerreto Guidi        |
| 175-010        | Palazzo di Seravezza      | 43°59′38″ s. š., 10°13′55″ v. d. | Seravezza            |
| 175-011        | Giardino di Pratolino     | 43°51′28″ s. š., 11°18′15″ v. d. | Vaglia               |
| 175-012        | Villa La Màgia            | 43°51′6″ s. š., 10°58′22″ v. d.  | Quarrata             |
| 175-013'       | Villa di Artimino         | 43°46′55″ s. š., 11°2′39″ v. d.  | Carmignano           |
| 175-014        | Villa di Poggio Imperiale | 43°44′56″ s. š., 11°14′52″ v. d. | Florencie            |

## Fotogalerie

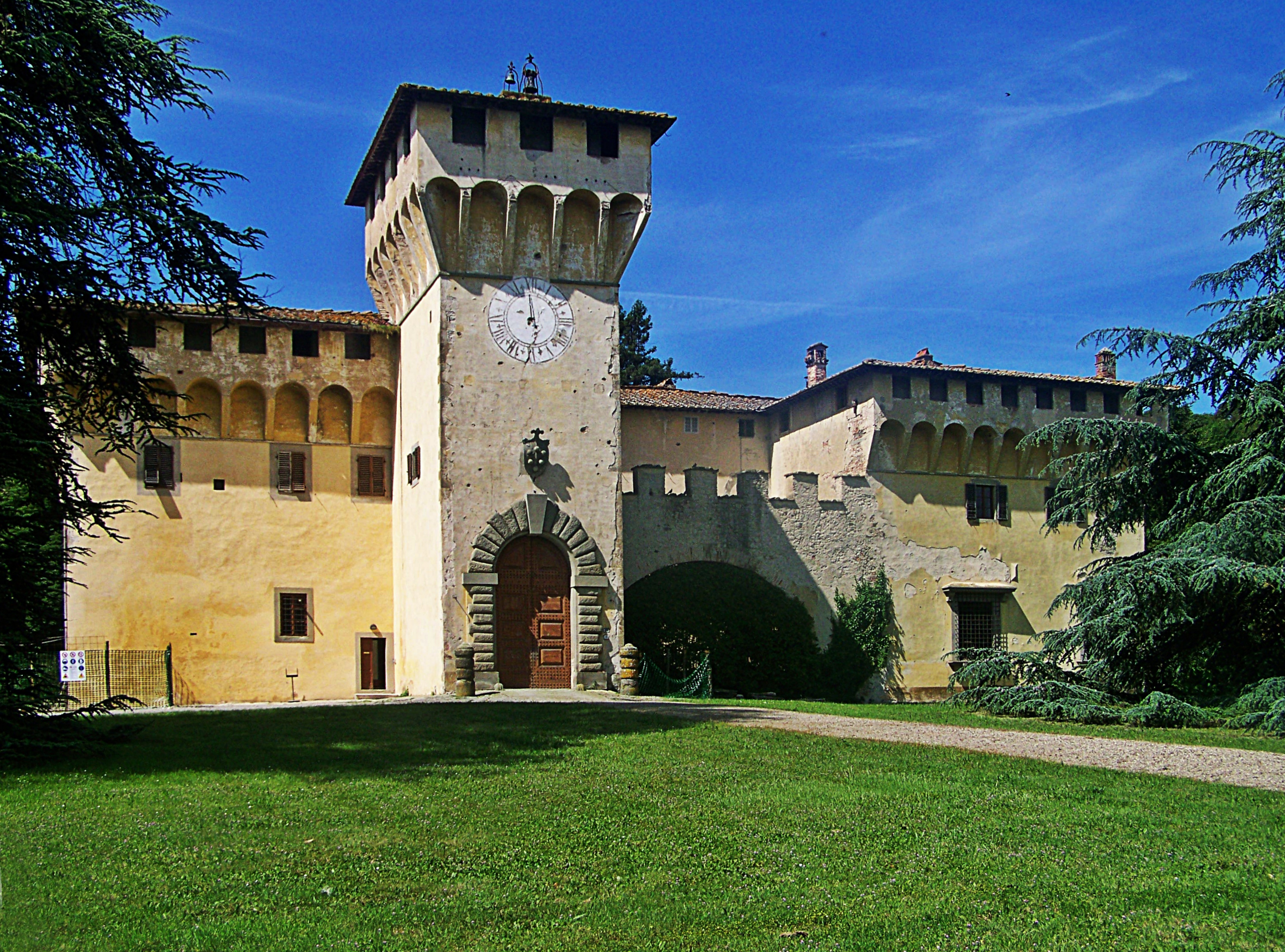
Villa de Cafaggiolo
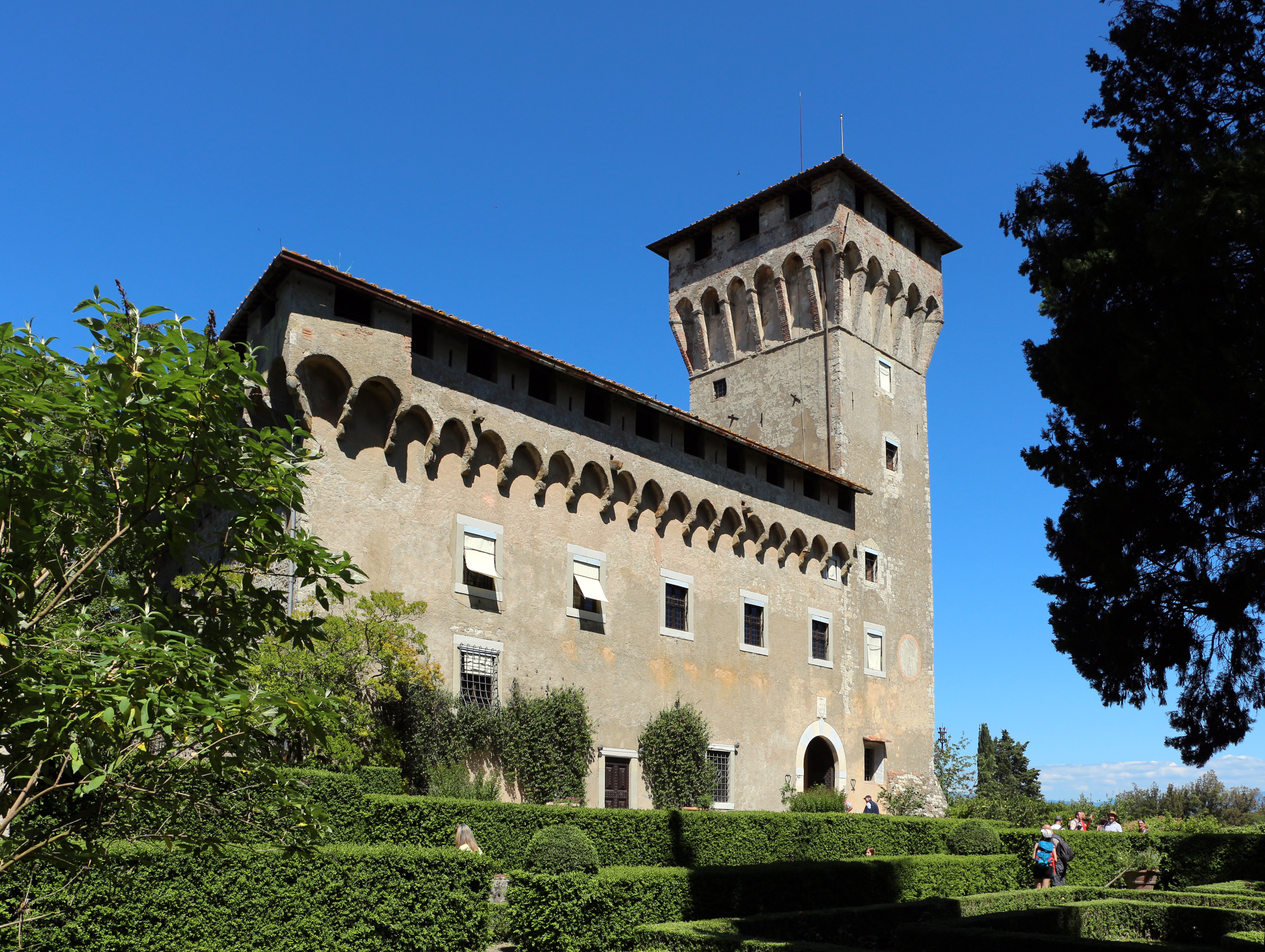
Villa del Trebbio
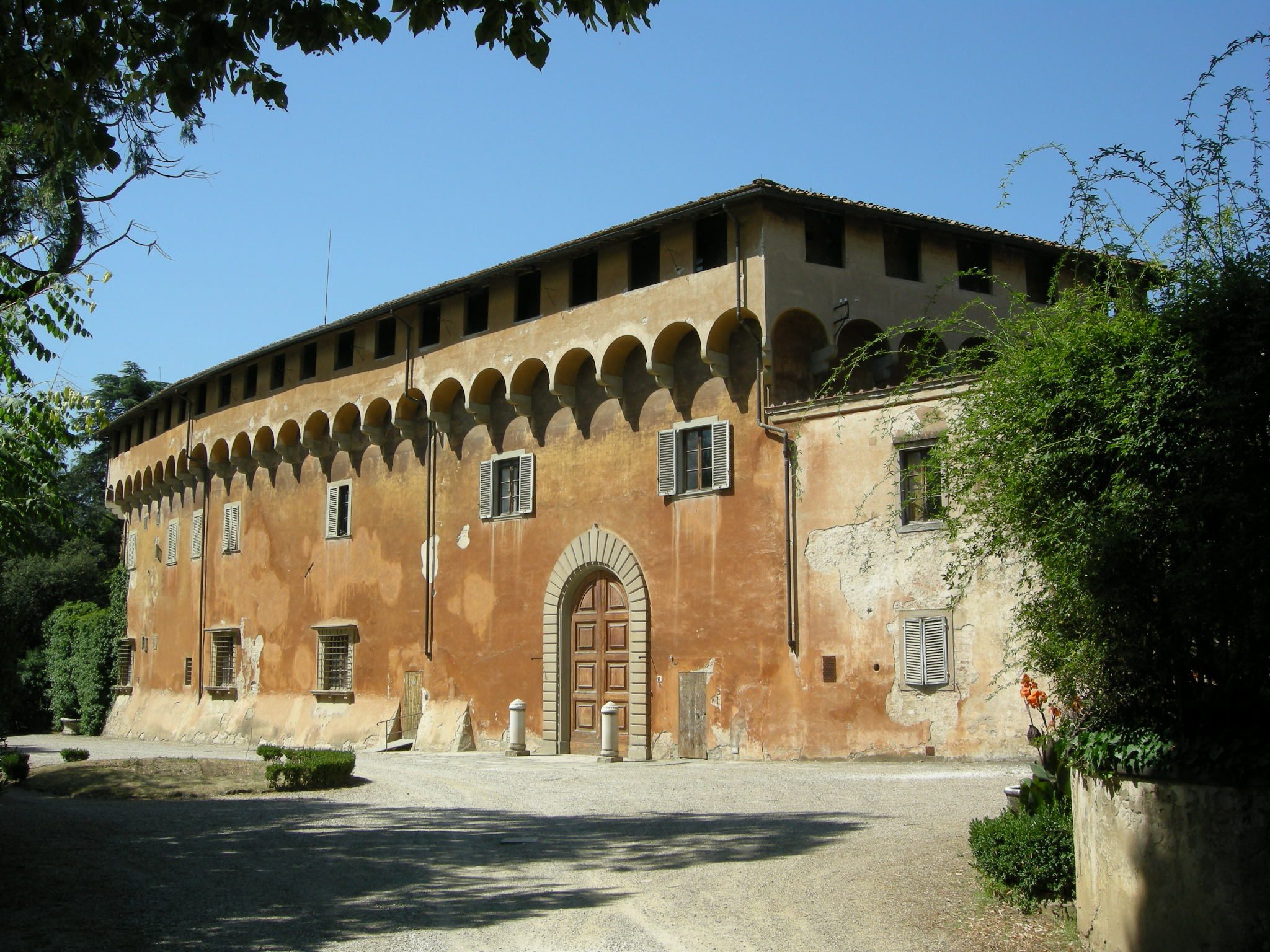
Villa de Careggi
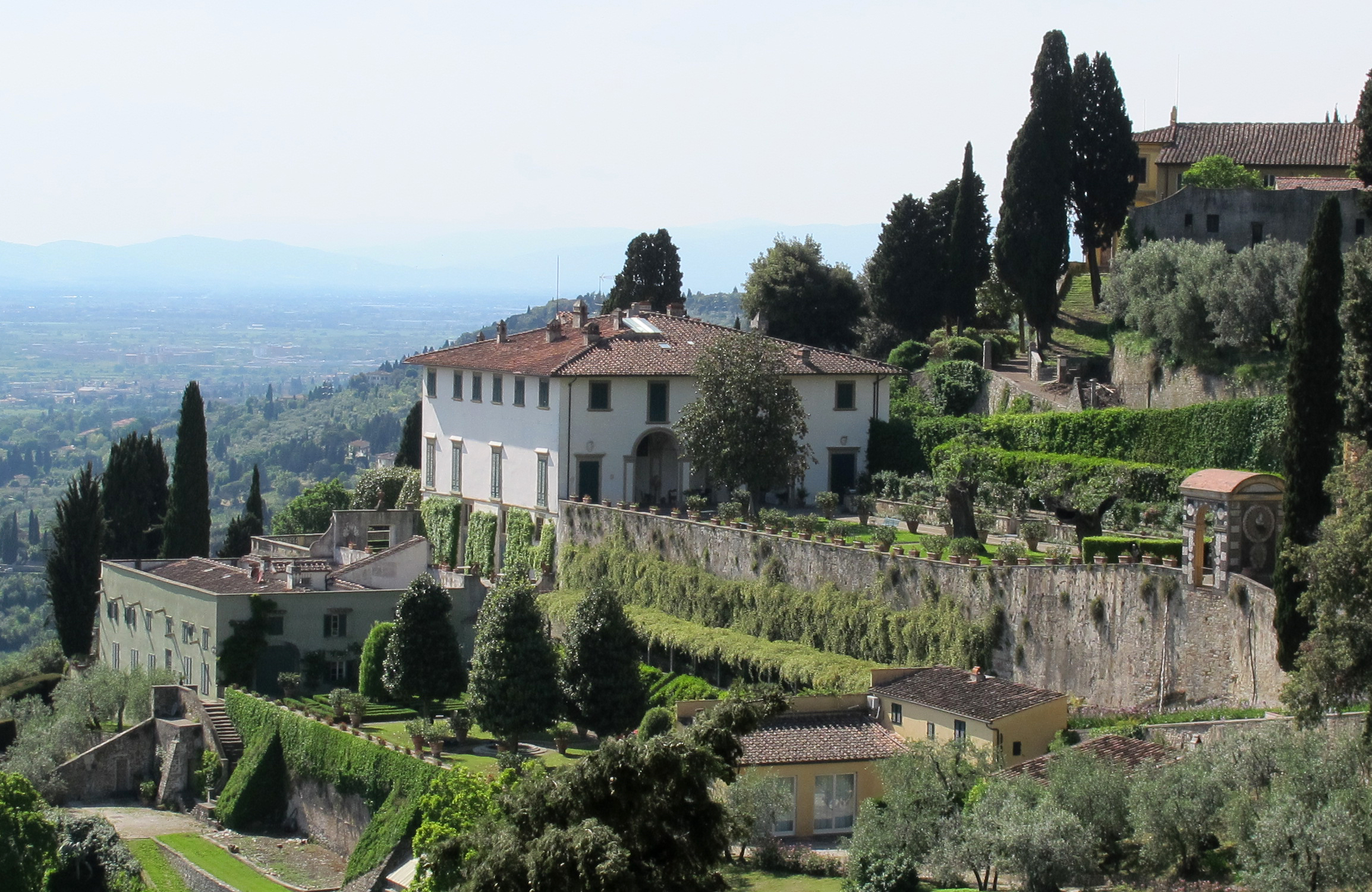
Villa Medici de Fiesole
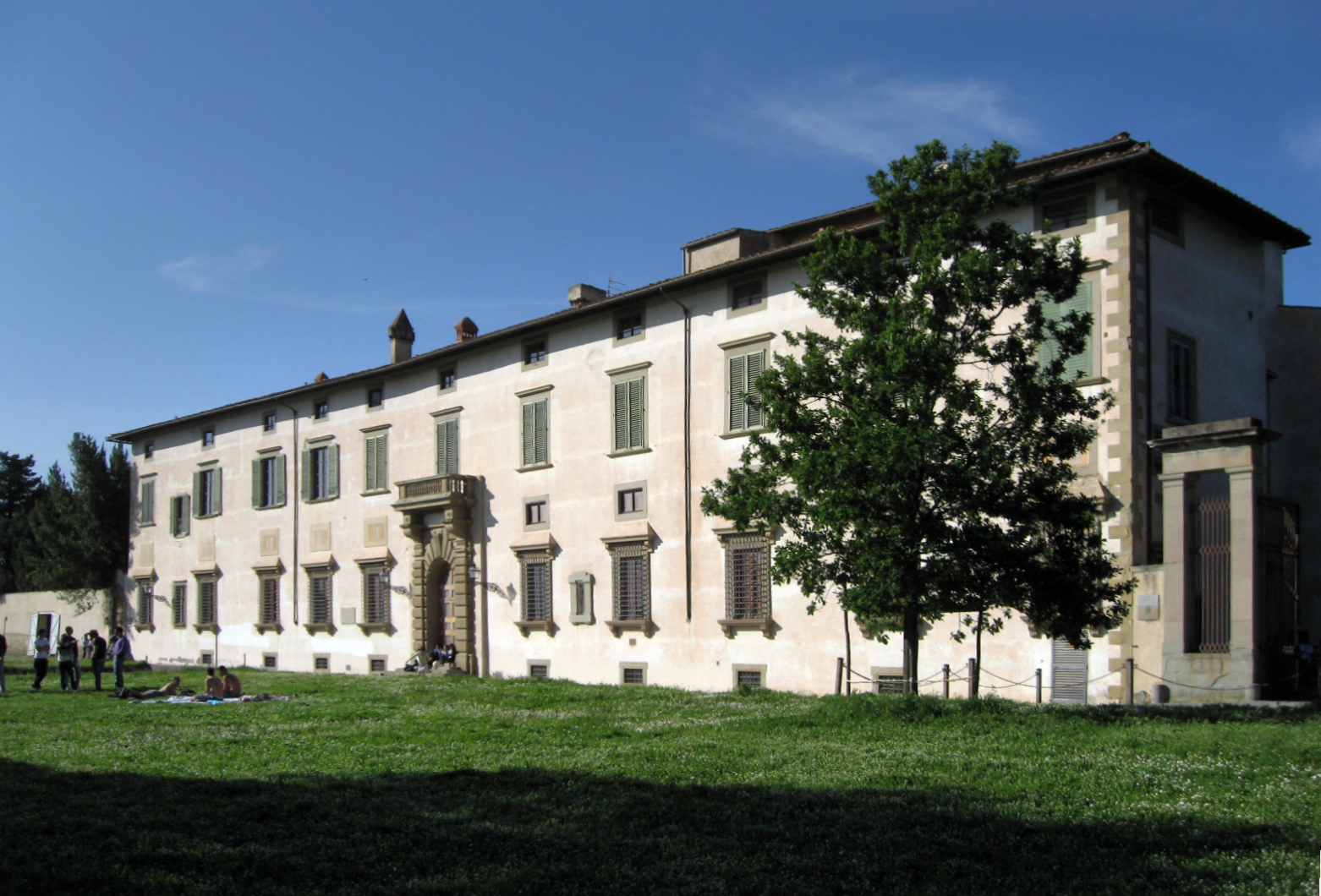
Villa de Castello
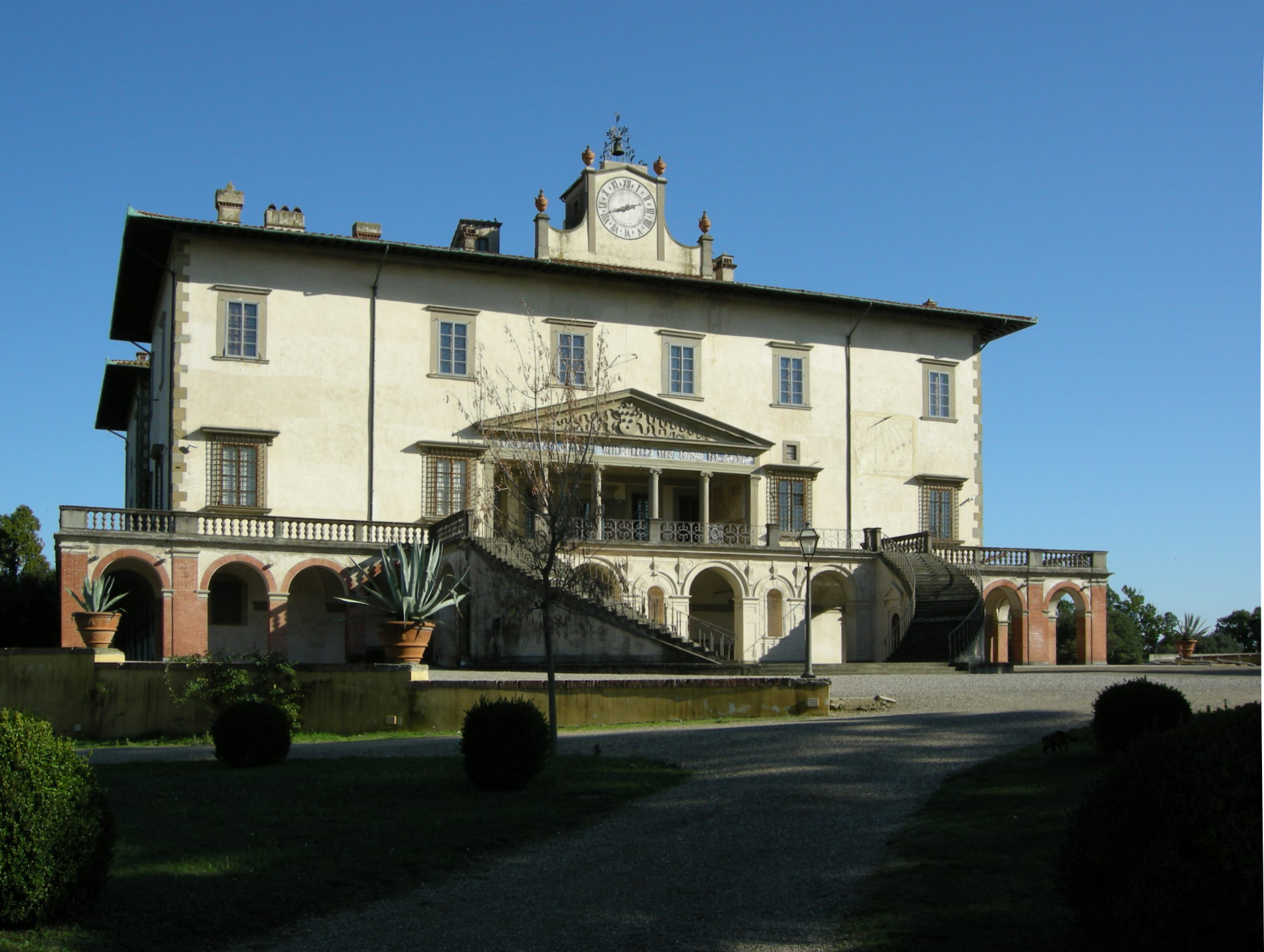
Villa de Poggio a Caiano
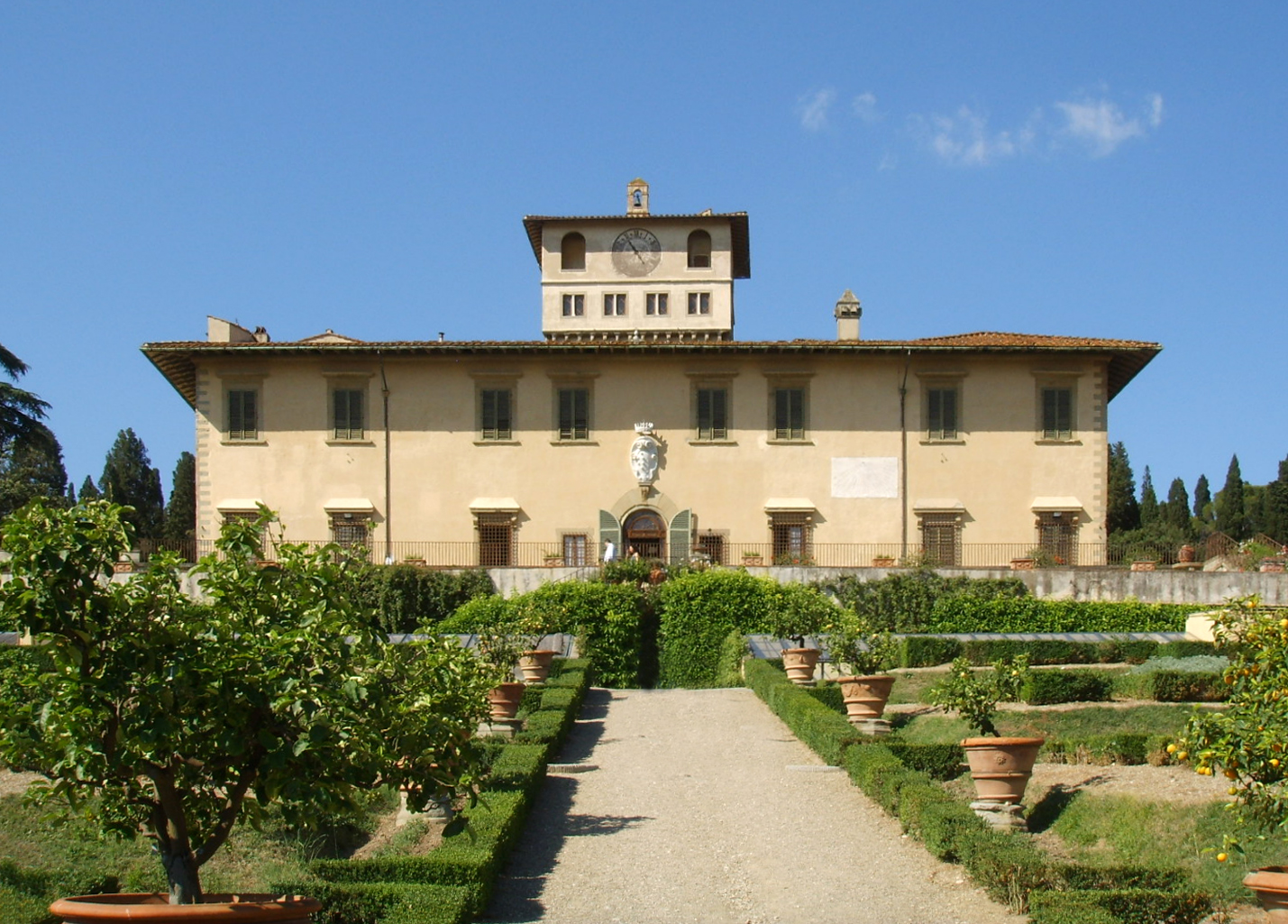
Villa La Petraia
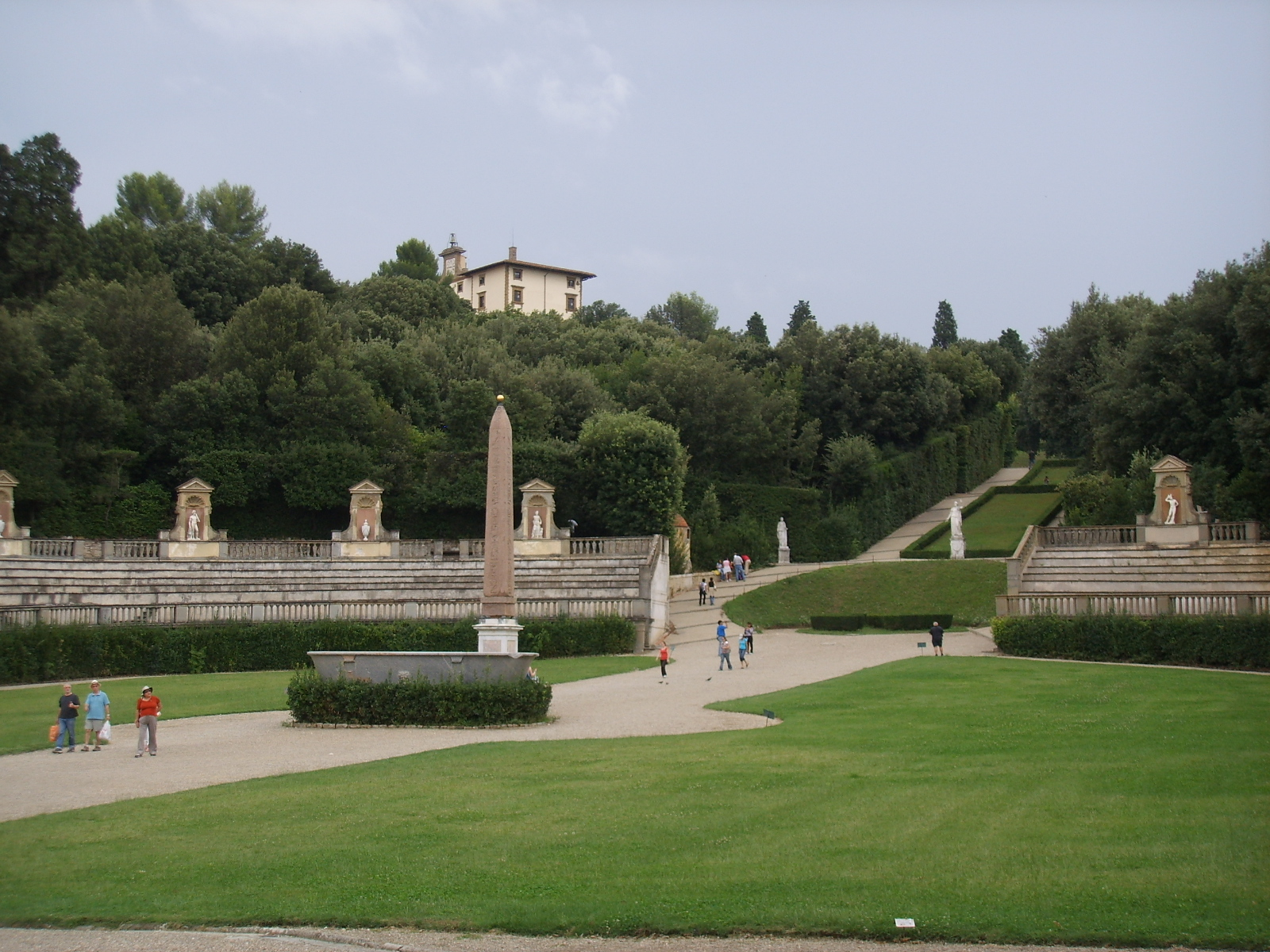
Giardino di Boboli
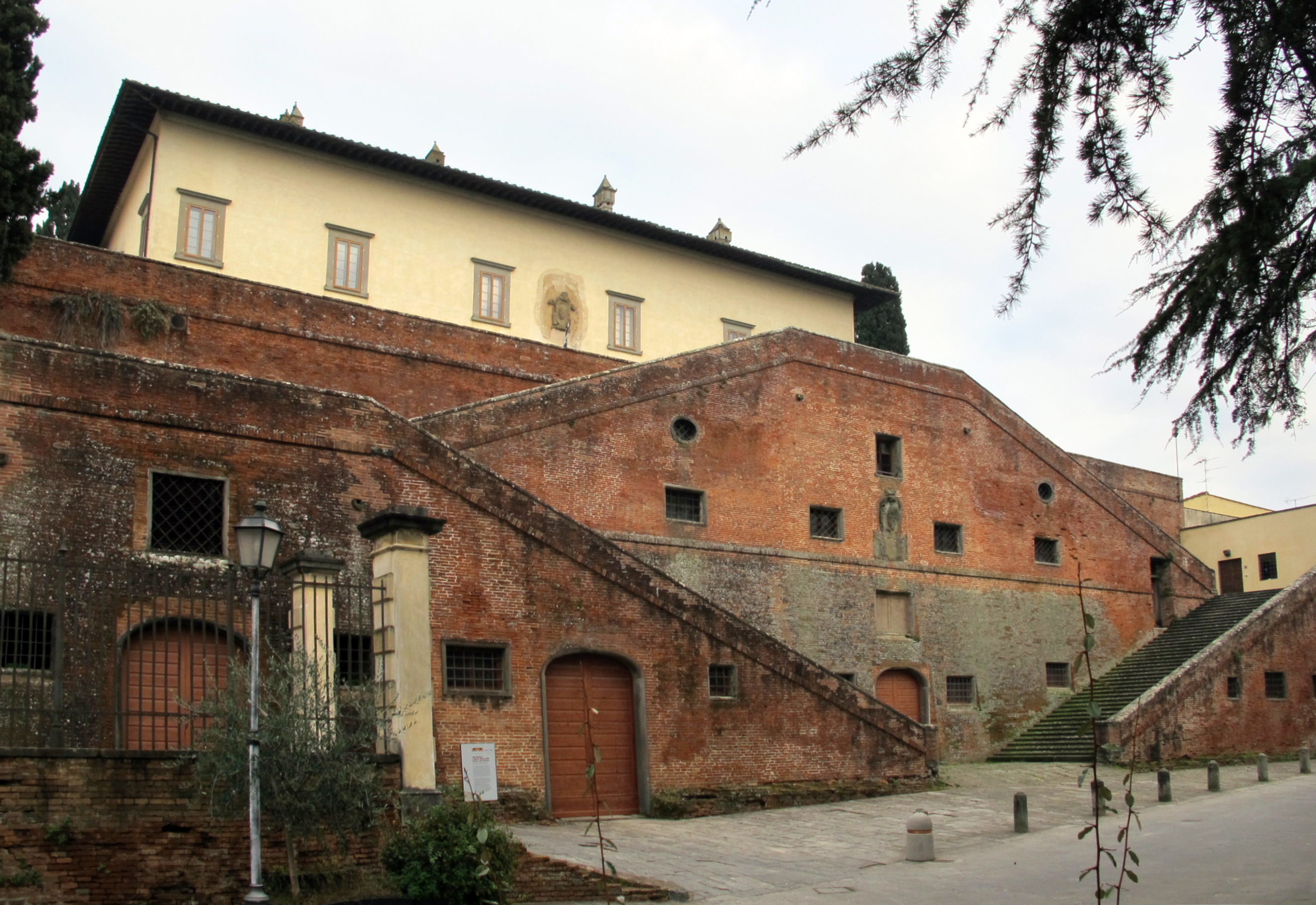
Villa di Cerreto Guidi
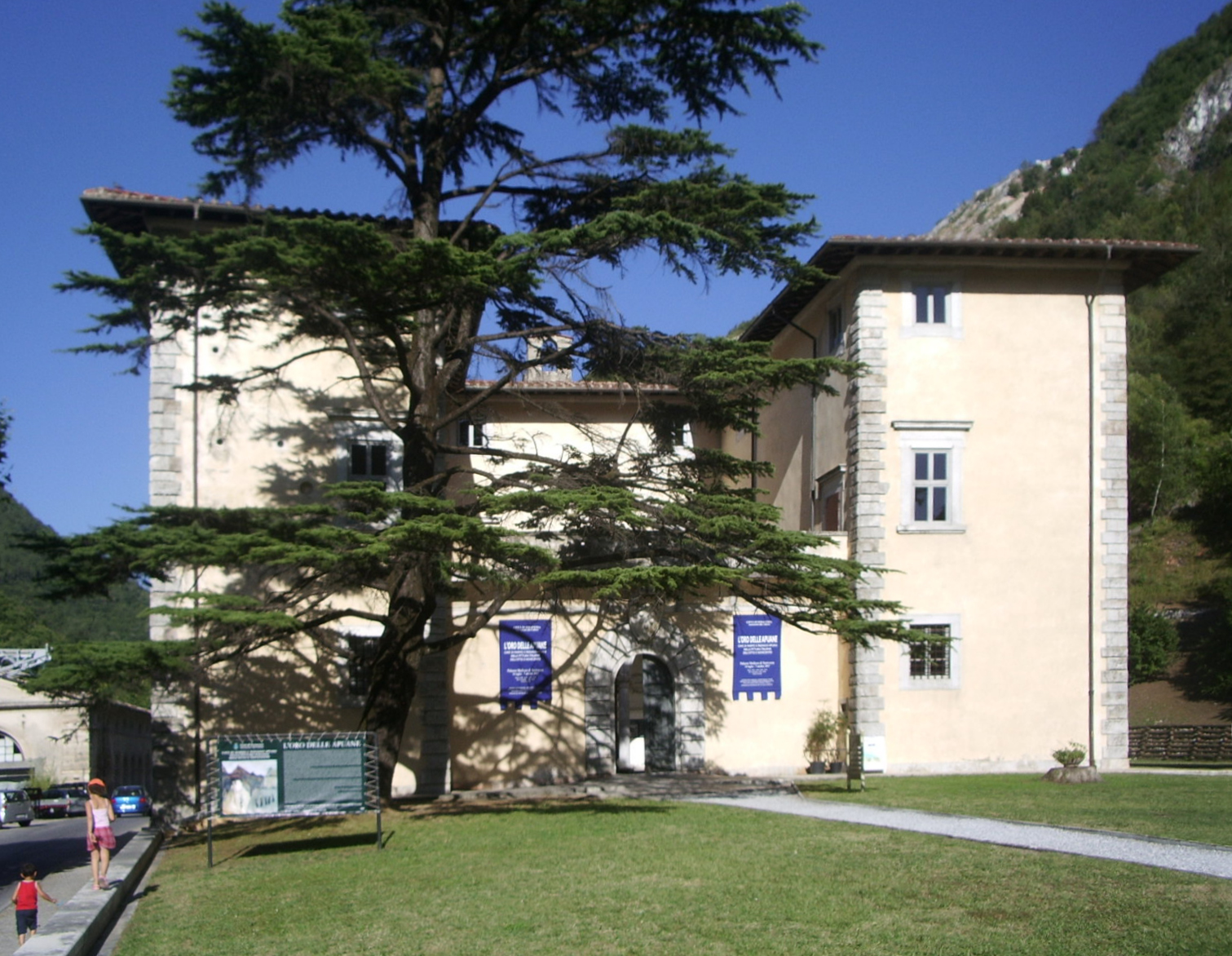
Palazzo di Seravezza
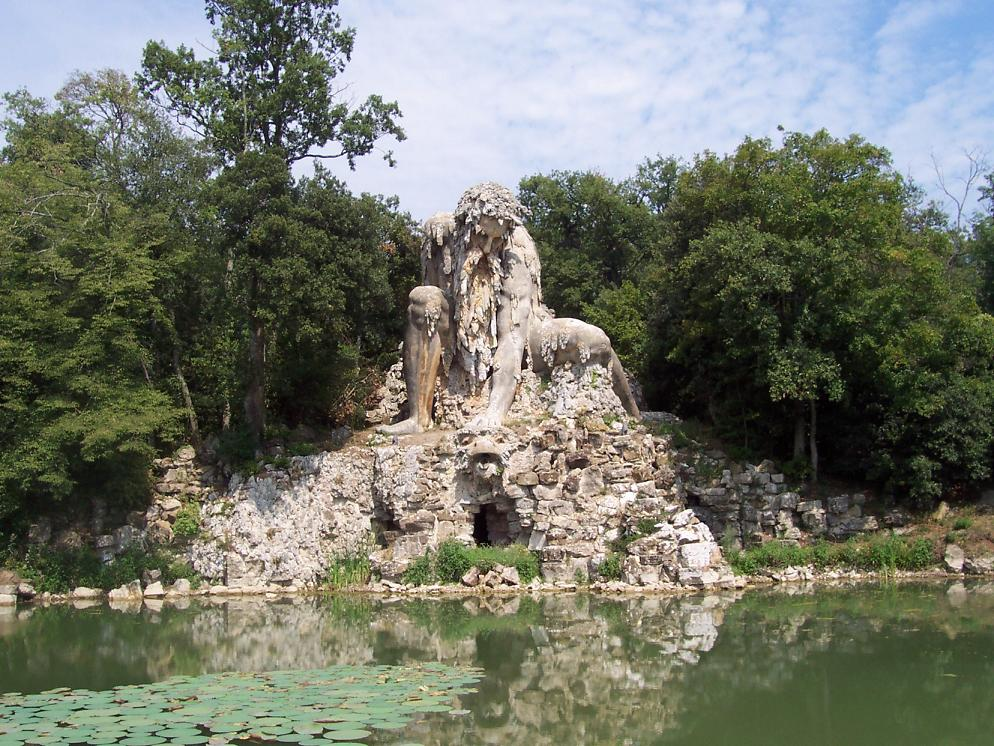
Giardino di Pratolino
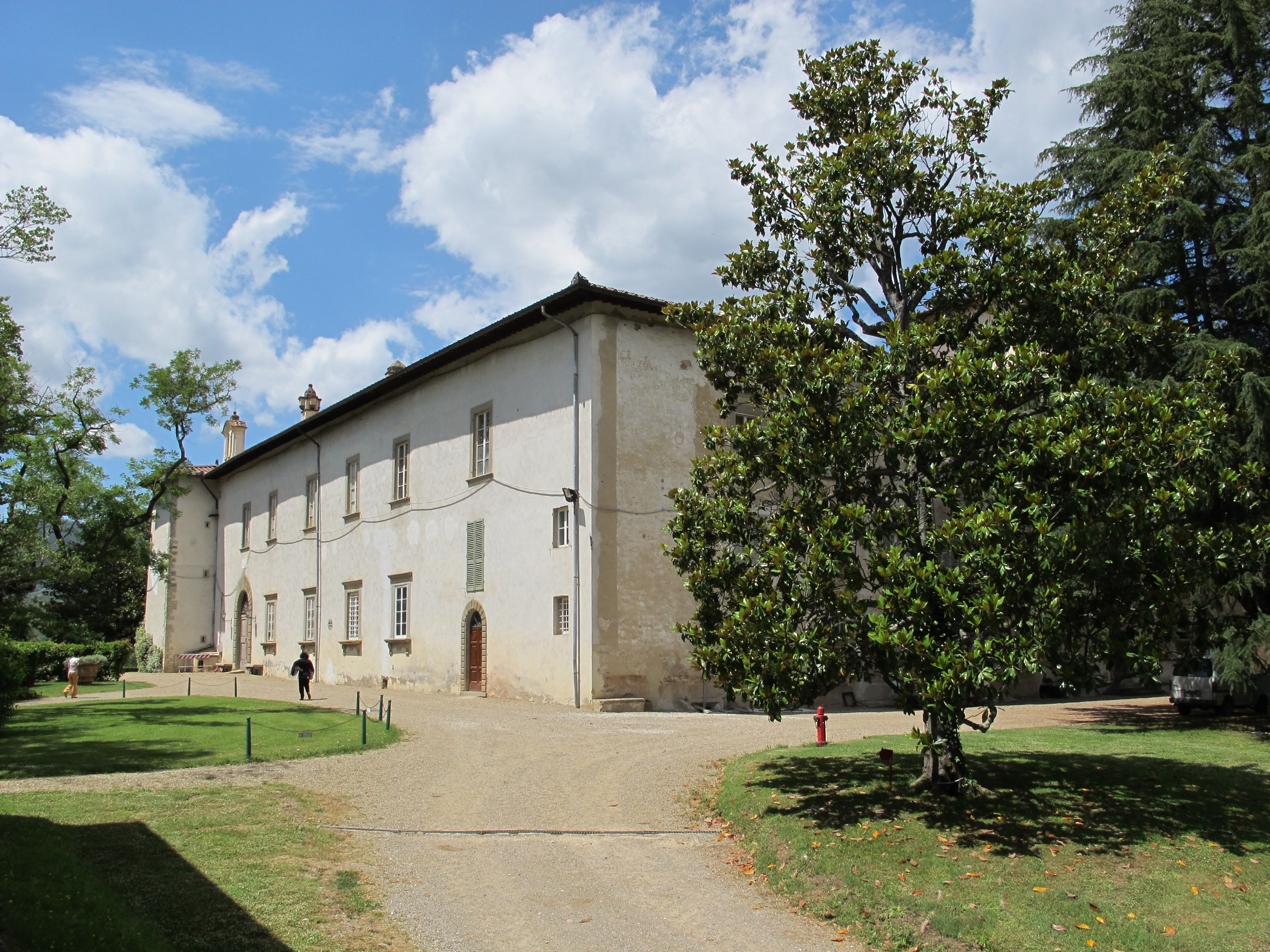
Villa La Màgia
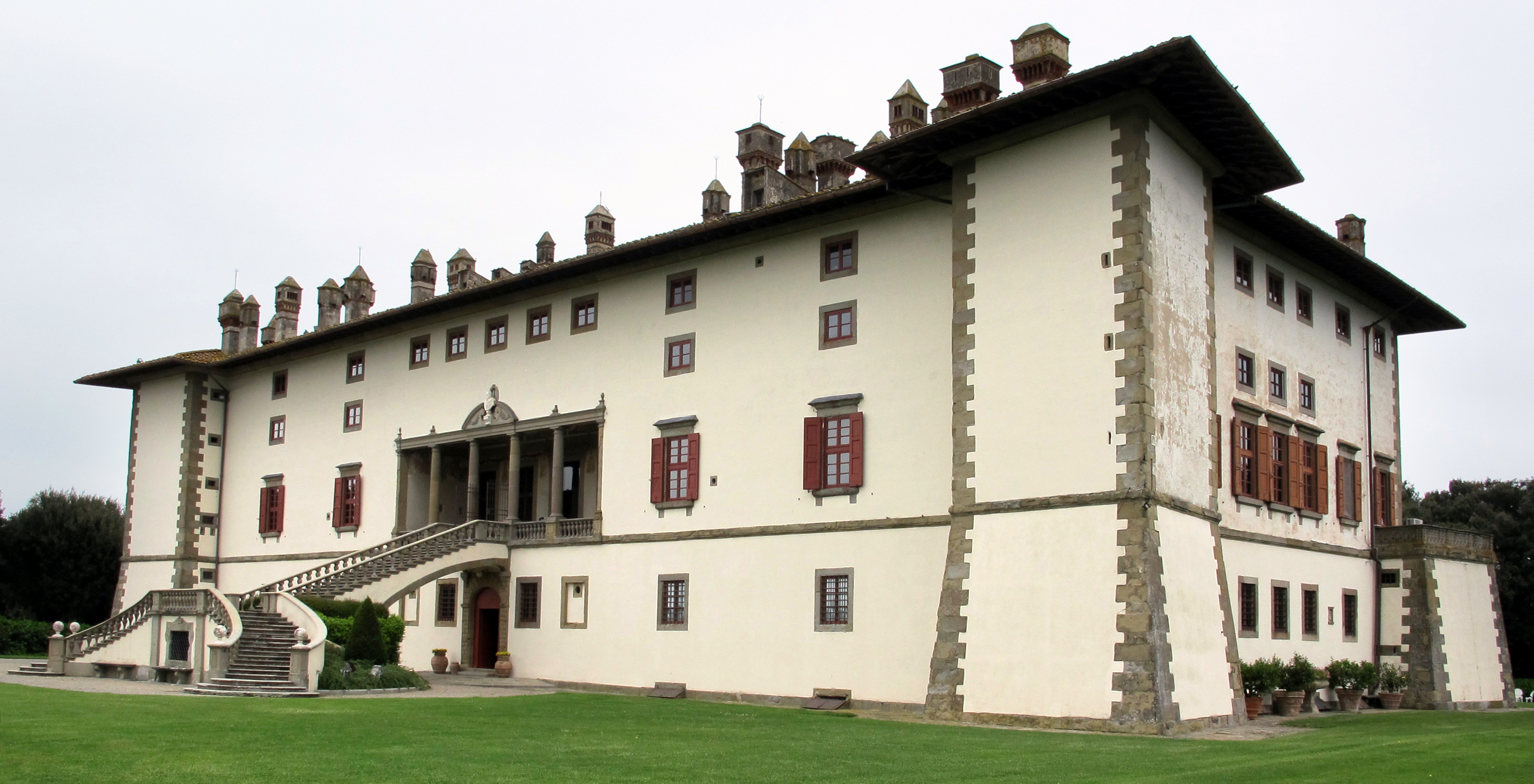
Villa di Artimino
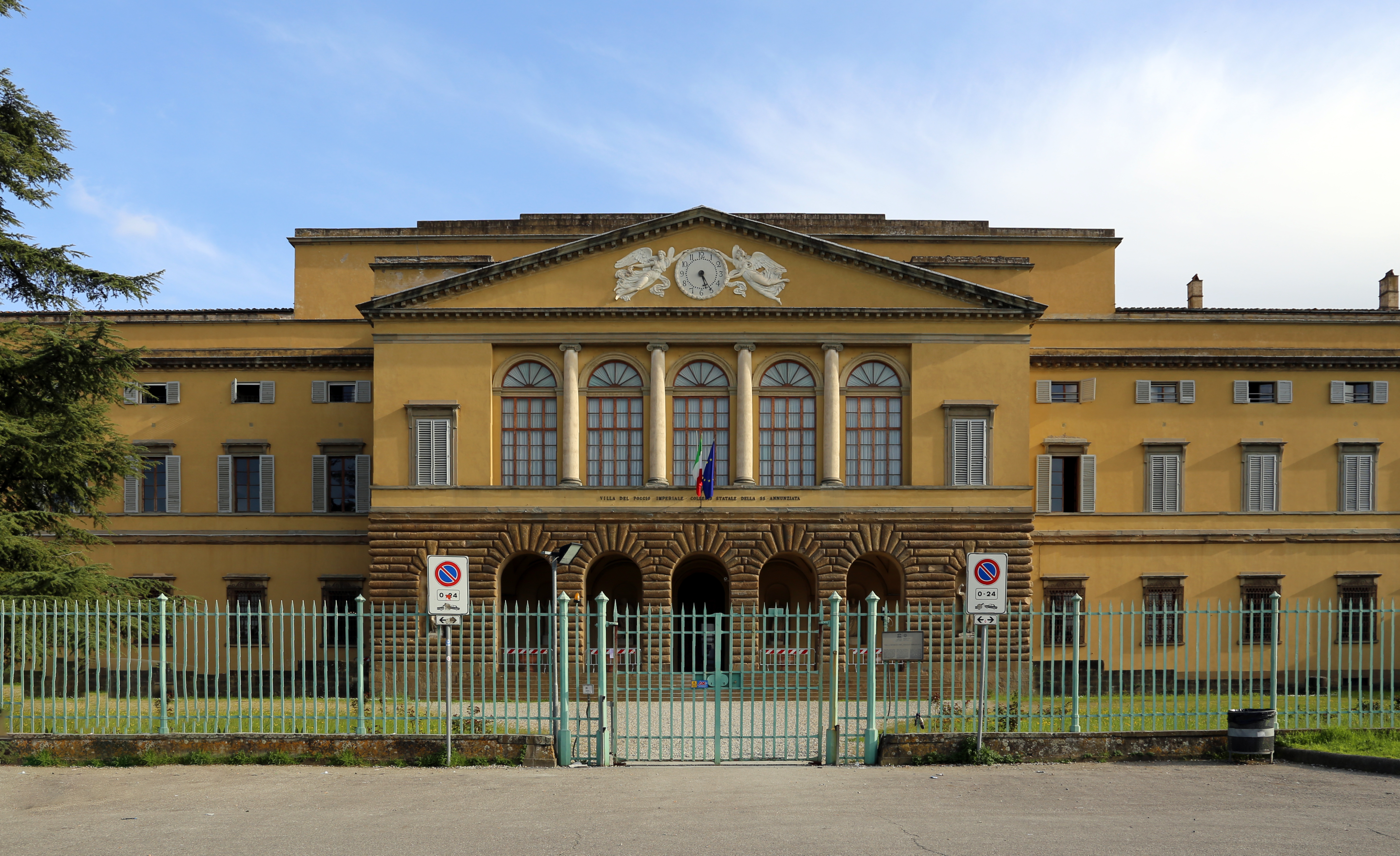
Villa di Poggio Imperiale